# 普賴爾鎮區 (明尼蘇達州大石湖縣)
普賴爾鎮區（英語：Prior Township）是位於美國明尼蘇達州大石湖縣的一個行政鎮區。

## 地方資料
普賴爾鎮區的面積為124.10平方千米，當中陸地面積為115.30平方千米，而水域面積為8.80平方千米。根據2020年美國人口普查的數據，當地共有人口276人，而人口密度為每平方千米2.22人。